# José Luis Cuciuffo
José Luis Cuciuffo (1 de febrer de 1961 - 11 de desembre de 2004) fou un futbolista argentí.

## Selecció de l'Argentina
Va formar part de l'equip argentí a la Copa del Món de 1986.